# Microphalera
Microphalera is een geslacht van vlinders van de familie tandvlinders (Notodontidae).

## Soorten
- M. alboaccentuata Oberthür, 1911
- M. grisea Butler, 1885